# Ignacio Carou
Ignacio Carou (Buenos Aires, Argentina, 12 de julio de 1999) es un tenista profesional uruguayo nacido en Argentina.
Su mejor ubicación histórica en el ranking ATP es el puesto 581° en singles, alcanzado el 29 de agosto de 2022. Asimismo, su mejor ubicación histórica en dobles es el 207° alcanzado el 12 de junio de 2023.

## Representación nacional
Carou ha representado a Uruguay en Copa Davis desde 2021. De momento ha sido nominado en 7 ocasiones, con un récord de 1-6 en singles y 3-1 en dobles.
- Debutː 18 de septiembre de 2021 contra Países Bajos, derrota en dobles junto a Martín Cuevas por 6-2 y 6-1 ante Wesley Koolhof y Matwé Middelkoop.[2]